# تيمو تورونن
تيمو تورونن (بالفنلندية: Teemu Turunen)‏ هو لاعب كرة قدم فنلندي في مركز الوسط، ولد في 19 يناير 1986 في كووبيو في فنلندا. لعب مع إنتر توركو ونادي سوغندال لكرة القدم ونادي فالكنبرغ ونادي لاهتي.

## وصلات خارجية
- تيمو تورونن على موقع اتحاد النرويج (النرويجية)
- تيمو تورونن على موقع قاعدة بيانات كرة القدم.إي يو (الإنجليزية)